# 1918-1939 : Les Rêves brisés de l'entre-deux-guerres
Pour plus de détails, voir Fiche technique et Distribution.
1918-1939 : Les Rêves brisés de l'entre deux-guerres (Krieg der Träume), qui succède à 14 - Des armes et des mots est un documentaire paru en 2017 en Allemagne et sorti en 2018 en France sur Arte et en Belgique sur RTBF, qui couvre la période historique de 1918 à 1939, entre la Première et la Seconde Guerre mondiale, en une série de huit épisodes de 52 minutes chacun. Le réalisateur de tous les épisodes est Jan Peter, les auteurs sont Jan Peter et Yury Winterberg,.

## Synopsis
Les différents épisodes de la série racontent les destins de treize hommes et femmes français, allemands, polonais, autrichiens, anglais, suédois, italiens et soviétiques, mis en scène à partir de lettres, journaux intimes et documents d’archives. Leurs destins singuliers nous permettent de revivre les moments-clés de leur vie durant l’entre-deux-guerres, ces moments où leur vie a basculé.

## Fiche technique
- Réalisation : Jan Peter et Frédéric Goupil (de)
- Scénario : Jan Peter et Frédéric Goupil (de)
- Image : Jürgen Rehberg
- Montage et graphisme : Susanne Schiebler, Thialy Sow, Ursula Pürrer, Antje Zynga
- Musique : Laurent Eyquem

## Distribution
- David Acton : Charles Edward Montague (de)
- Solène Rigot : May Picqueray
- Robinson Stevenin : Marcel Jamet
- Alexandre Nguyen : Hô Chi Minh
- Roxane Duran : Edith Wellspacher (de)
- Jan Krauter (de) : Hans Beimler
- Michalina Olszańska : Pola Negri
- Natalia Witmer (de) : Marina Yurlova
- Gennaro Cannavacciuolo : Silvio Crespi
- Joel Basman : Rudolf Höß
- |Rebecka Hemse : Elise Ottesen
- Charlotte Merriam : Unity Mitford
- Piotr Skvortsov : Stepan Podlubny
- Thomas Arnold (de)
- Roland Bonjour (de)
- Luc Feit
- André Jung
- Anne Kulbatzki
- Wolfgang Menardi (de)
- Shanti Roney (de)
- Malgorzata Zajaczkowska
- Jelly Gaviria
- Émilie Gavois-Kahn

## Personnages principaux
Les treize personnages principaux sont les suivants :
- Charles Edward Montague (Royaume-Uni)

Charles Edward Montague (en) est né le 1er janvier 1867. Fils d’un prêtre catholique, il grandit à Londres. Après ses études, il devient journaliste. Montague est un opposant de la guerre et pacifiste – jusqu’à l’été 1914. Malgré ses 47 ans, il se porte volontaire pour participer à la guerre. Après la guerre, il reprend d’abord son activité journalistique. Puis il prend sa retraite pour finir ses jours en tant qu’écrivain. Charles Edward Montague meurt le 28 mai 1928 âgé de 61 ans.
- May Picqueray (France)

Marie Jeanne Picqueray dite May Picqueray est née le 8 juillet 1898. Guérie de la grippe espagnole, elle quitte son mari violent et part pour Paris. Elle y rencontre un groupe d'anarchistes et rejoint le mouvement anarchiste. En 1921, elle fabrique un colis piégé qu'elle envoie à l'ambassade américaine pour avertir la presse de l'injustice de la condamnation de Nicola Sacco et Bartolomeo Vanzetti. Elle part pour Moscou en 1922 où elle rencontre Trotski.
- Marcel Jamet (France)

Marcel Jamet ouvre le One-Two-Two en 1924 avec sa femme Doriane. C'est un bordel de luxe hébergé dans un hôtel particulier situé au 122, rue de Provence à Paris. Il y espionne les clients pour le compte du Deuxième Bureau,.
- Hô Chi Minh (France/Vietnam)

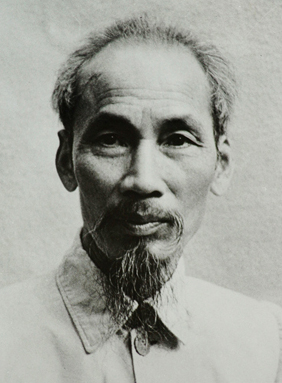
Hô Chi Minh vers 1946.

Nguyễn Sinh Cung, plus connu sous son nom de guerre Hô Chi Minh est né le 19 mai 1890 en Indochine française.
À la fin de la guerre, en 1919, il tente d'approcher les diplomates réunis pour préparer le traité de Versailles et réclamer plus de droits et de libertés en Indochine et l'autodétermination. En 1923, il part pour Moscou où il tente d’expliquer que la révolution peut également venir d'Asie.
- Edith Wellspacher (Autriche)

Edith Wellspacher a été l'une des premières femmes en Autriche à être admise à la faculté de médecine. Fiancée à un médecin juif, elle voit l'arrivée des nazis en Autriche avec consternation. Peu de temps après l'annexion de l'Autriche au Grand Reich allemand, son fiancé est déporté dans un camp de concentration. À l'été 1938, elle quitte l'Europe pour l'Australie.
- Hans Beimler (Allemagne)

Hans Beimler, né en 1895, était un membre fondateur du Parti communiste et l'a représenté en 1932 pendant quelques mois au parlement de l'État de Bavière. Après la prise du pouvoir par le NSDAP, il entra dans la résistance. Après avoir fui le régime nazi pendant plusieurs années, il a rejoint les brigades internationales lors de la guerre civile espagnole en 1936. Il est abattu à Madrid le 1er décembre 1936.
- Pola Negri (Pologne/Allemagne/États-Unis)

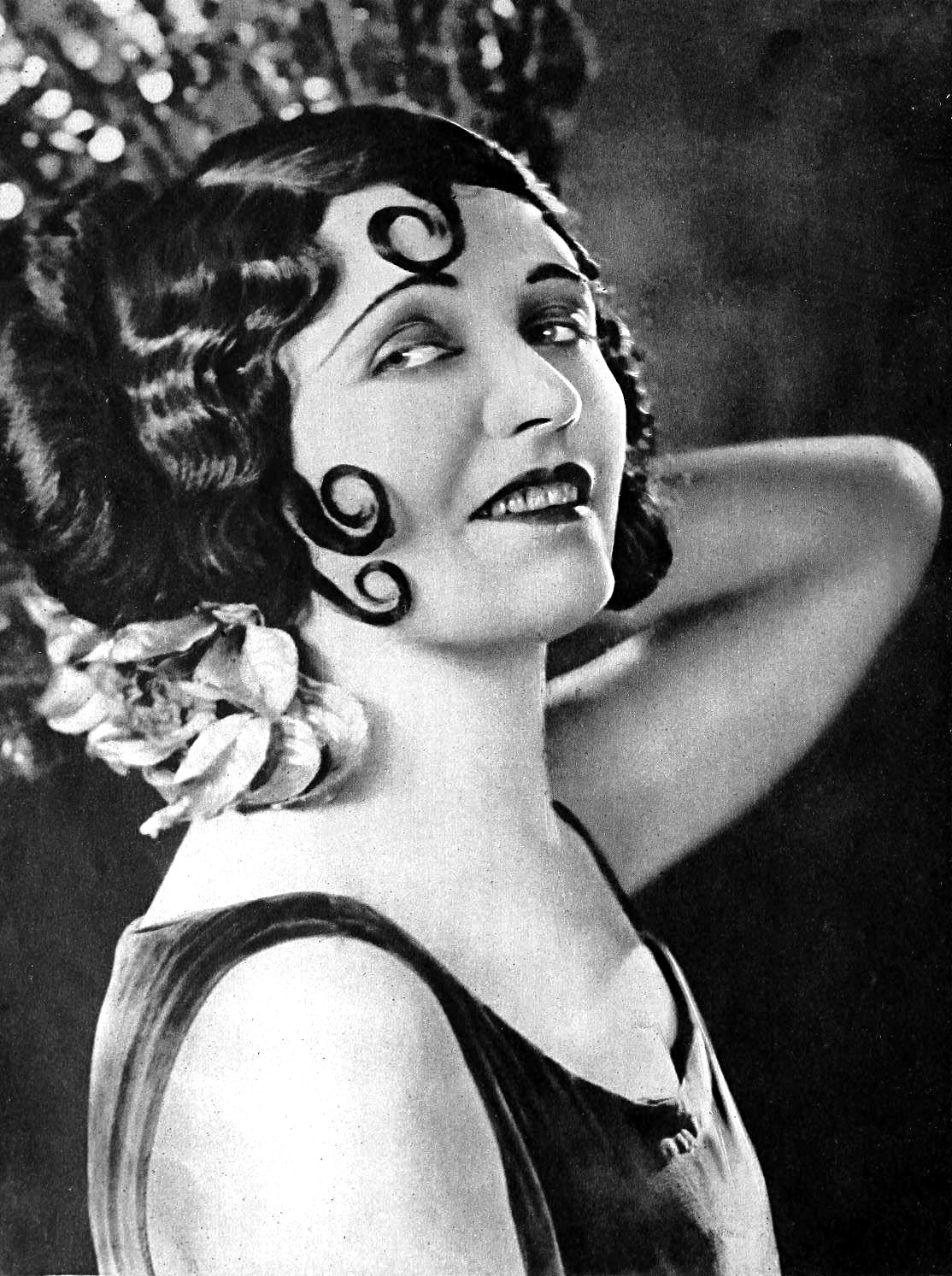
Pola Negri en 1923.

Apolonia Chałupez dite Pola Negri est née en Pologne en 1897. Grâce à sa collaboration avec le réalisateur Ernst Lubitsch, elle est devenue une vedette de cinéma muet et est finalement devenue la première actrice allemande à signer un contrat avec Paramount Pictures à Hollywood. Cependant, après l’invention du film sonore, elle ne trouvait plus de rôles, son fort accent irritant le public. À la suite de la Grande Dépression, elle perd sa fortune et doit retourner en Allemagne pour tourner des films de propagande. Elle quitte l'Allemagne à la veille de la guerre.
- Marina Yurlova (Russie/États-Unis)

Marina Yurlova est née vers 1900 dans un petit village du Caucase. Fille d’un colonel des Cosaques du Kouban, elle a seulement 14 ans quand son père part en août 1914 pour la guerre. Partie à sa recherche, elle devient enfant-soldat dans l’armée russe, la seule fille dans une unité de Cosaques. Après la guerre elle séjourne en maison de santé. Par la suite elle gagne le Japon puis atteint les États-Unis où elle devient danseuse et se marie. En 1931 elle écrit un livre Cosac Girl (ses récits de guerre), qui eut beaucoup de succès. Dans les années qui suivirent elle écrit d'autres livres ainsi qu'une pièce de théâtre tout en déposant des brevets. Elle décède en 1984 à l'âge de 84 ans à New York.
- Silvio Crespi (Italie)

Silvio Crespi, entrepreneur et industriel italien était ministre représentant l'Italie lors des pourparlers du traité de Versailles. Libéral convaincu, il a cependant activement soutenu le fascisme, dont son entreprise a d'abord bénéficié économiquement. Avec la crise économique mondiale de 1929, la croissance de son entreprise, financée par le crédit, a été paralysée. Il fut chargé de produire du tissu noir pour les uniformes du parti fasciste, mais lorsque l'État n'a plus pu payer, l'empire Crespi a fait faillite.
- Rudolf Höß (Allemagne)

Rudolf Höß est né en 1900 et voulait à l'origine devenir prêtre. Irrité par les termes du traité de Versailles, il rejoint les corps-francs. À la fin des années 1920, lui et sa famille sont d'abord retournés à la campagne. La rencontre avec Heinrich Himmler en 1934 marque le début de sa carrière de SS. Il est nommé commandant du camp de concentration d'Auschwitz, et est responsable de la mort de plus d'un million de personnes.
- Elise Ottesen (Suède)

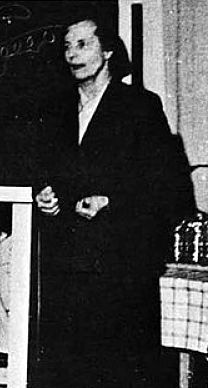
Elise Ottesen en 1940.

Elise Ottesen, dix-septième enfant d'un pasteur, est une journaliste féministe suédoise. Confrontée au problème des familles nombreuses dans un pays où l'éducation sexuelle, la contraception et l'avortement étaient toujours interdits, elle s'engage dans la lutte pour le contrôle des naissances grâce aux moyens contraceptifs comme le diaphragme.
- Unity Mitford (Royaume-Uni)

Unity Mitford, qui a grandi à Londres, était une fervente admiratrice d'Adolf Hitler et l'a rencontré en 1935, à l'âge de 21 ans. Sa fascination pour le fascisme contrastait avec l'orientation communiste de sa sœur Jessica Mitford. Au printemps 1938, elle se range du côté de Hitler lorsqu'il annonça l'Anschluss en Autriche. Lorsque la Grande-Bretagne a déclaré la guerre au Reich allemand le 3 septembre 1939, elle tente de se suicider. Elle mourut en 1948 des suites de sa blessure.
- Stepan Podlubny (URSS)

En tant que fils d'un koulak ukrainien en Russie bolchevique, Stepan Podlubny a dû dissimuler très tôt sa véritable identité. Son enfance en Union soviétique a été marquée par la conviction que survivre dans le communisme stalinien n'était possible que par le mensonge. À Moscou dans les années 1930, il fut finalement recruté comme informateur par le service de renseignement NKVD. Alors que de plus en plus de camarades de classe et éventuellement sa propre mère disparaissaient, Podlubny est devenu plus critique à l'égard du système stalinien. À l'automne 1939, il a été arrêté et envoyé dans un camp de travail pendant plusieurs années.

## Liste des épisodes
Cette liste des épisodes contient les huit épisodes de la série 1918-1939 : Les rêves brisés de l'entre-deux-guerres. Ils sont triés selon leur date de première diffusion sur ARTE.
| N° | Titre original      | Première diffusion       | Réalisation |
| -- | ------------------- | ------------------------ | ----------- |
| 1  | Survivre            | 11 septembre 2018, 20:50 | Jan Peter   |
| 2  | Paix                | 11 septembre 2018, 21:50 | Jan Peter   |
| 3  | Décisions           | 11 septembre 2018, 22:40 | Jan Peter   |
| 4  | Révolution          | 12 septembre 2018, 20:55 | Jan Peter   |
| 5  | Crash               | 12 septembre 2018, 21:50 | Jan Peter   |
| 6  | Promesses           | 12 septembre 2018, 22:40 | Jan Peter   |
| 7  | Trahisons           | 13 septembre 2018, 20:55 | Jan Peter   |
| 8  | À la vie, à la mort | 13 septembre 2018, 21:50 | Jan Peter   |

## Musique
La bande originale a été créée par le compositeur franco-canadien Laurent Eyquem qui travaille à Hollywood. Dans le sens figuré, les voix des 14 personnages principaux forment une chorale qui se reflète dans la musique du film. La chorale a été enregistrée à Prague.

## Production

### Développement
Les scénarios sont fondés sur des citations originales issues de carnets intimes et de lettres écrits par les personnages principaux ainsi que d'autres personnes plus ou moins anonymes.
Le principe de la narration à partir de points de vue multiples est unique : toutes les histoires s’équivalent et sont étroitement ficelées. Tous les acteurs et actrices parlent leur langue maternelle sans être doublés.

### Archives
Les images d’archives (film et photo) ont été sélectionnées parmi 71 archives issues de 21 pays. Les sources les plus sollicitées sont British Pathé (en) (Grande-Bretagne), Gaumont Pathé (en) (France), Krasnogorsk (Russie), Bundefilmsarchiv (Allemagne), Österreichisches Filmmuseum (Autriche), National Archives and Records Administration (États-Unis) et l’Imperial War Museum britannique. Mais, souvent, les meilleures images se sont avérées être celles issues des rares films amateurs.

## Distinctions (sélection)
2019
- nomination pour le Prix franco-allemand du journalisme
- Le Prix des médias CIVIS pour l'intégration
- nomination pour le Prix Adolf-Grimme